# Stadio Natale Palli
Das Stadio Natale Palli ist ein Fußballstadion in der italienischen Stadt Casale Monferrato der Region Piemont. Es ist die Heimat des Fußballvereins AS Casale. Gebaut und eröffnet wurde das Stadion im Jahr 1919. Im Laufe der Zeit wurde es mehrmals renoviert. Benannt ist es nach dem aus Casale Monferrato stammenden Piloten Natale Palli.